# Phytocoris insulatus
Phytocoris insulatus är en insektsart som beskrevs av Stonedahl 1988. Phytocoris insulatus ingår i släktet Phytocoris och familjen ängsskinnbaggar. Inga underarter finns listade i Catalogue of Life.